# 159.
◄ | 1. stoljeće | 2. stoljeće | 3. stoljeće | ►
◄ | 120-ih | 130-ih | 140-ih | 150-ih | 160-ih | 170-ih | 180-ih | ►
◄◄ | ◄ | 156. | 157. | 158. | 159. | 160. | 161. | 162. | ► | ►►
Astronomija • Književnost • Kršćanstvo

## Rođenja
- Gordijan I., rimski car († 238.)

## Vanjske poveznice
|  | Zajednički poslužitelj ima još gradiva o temi 159. |